# Hennes kungarike (1953)
Hennes kungarike (Young Bess) är en film från 1953, regisserad av George Sidney efter en roman av Margaret Irwin. 

## Handling
Filmen handlar om Elisabet I av Englands liv som ung.

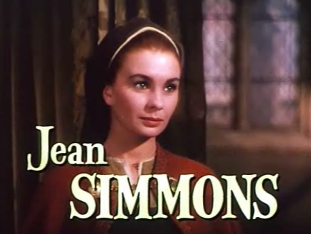
Jean Simmons som Elisabet I

## Om filmen
Filmen hade världspremiär i New York den 21 maj 1953 och svensk premiär den 18 augusti samma år, filmen är barntillåten.

## Rollista i urval
- Jean Simmons -  Elisabet I
- Stewart Granger - Thomas Seymour
- Deborah Kerr - Katarina Parr
- Charles Laughton - Henrik VIII
- Rex Thompson - Edvard VI
- Elaine Stewart - Anne Boleyn
- Dawn Adams - Katarina Howard
- Lumsden Hare - Ärkebiskop Cranmer